# محمد بن حمد بن خلیفه آل ثانی
شیخ محمد بن حمد بن خلیفه آل ثانی (زاده ۱۸ آوریل ۱۹۸۸ در دوحه) یکی از اعضای خاندان ثانی، خانواده سلطنتی قطر است. او برادر کوچکتر امیر قطر، شیخ تمیم بن حمد آل ثانی، و هشتمین پسر امیرپدر، شیخ حمد بن خلیفه آل ثانی و ششمین فرزند او از همسر دومش شیخه موزا بنت ناصر المسند است. شیخ محمد دارای مدرک لیسانس در روابط بین‌الملل از دانشگاه جرج‌تاون در قطر در سال ۲۰۰۹ و مدرک کارشناسی ارشد رشته مدیریت دولتی از دانشکده مدرسه حکومت جان اف. کندی هاروارد است. وی همچنین سمت مدیر عامل باشگاه السد را داراست.
او کاپیتان سابق تیم ملی سوارکاری قطر و در حال حاضر نایب رئیس هیئت مدیره سازمان سرمایه‌گذاری قطر است.